# Kristali metala
Kristali metala - sva fizikalna svojstva metala ne mogu se objasniti samo teorijom metalne veze, već je potrebno poznavati i njihovu kristalnu strukturu. Strukturu metala prvi su odredili otac i sin W. H. i W. L. Bragg 1913. godine difrakcijom rendgenskih zraka. Budući da se sastoje samo od istovrsnih građevnih elemenata, kristalne strukture metala su jednostavne. Većina metala kristalizira se u kubičnom i heksagonskom sustavu u tri guste slagaline:
- prostorno centrirana kubična rešetka
- plošno centrirana kubična rešetka
- gusto slagana heksagonska rešetka